# Kleinegeest
Kleinegeest (Fries, officieel: De Lytse Geast, [dəlitsə’ɡɪ.əst]) is een buurtschap van het Friese dorp Tietjerk, dat in de Nederlandse gemeente Tietjerksteradeel ligt.

## Beschrijving
Kleinegeest is een buurtschap, waarvan de kern circa twee kilometer ten zuidwesten van Tietjerk en ongeveer even ver van de oostelijke bebouwing van Leeuwarden ligt. Kleinegeest bestaat uit een vijftigtal huizen en boerderijen. De Friese naam van de nederzetting, Lytse Geast, die letterlijk "kleine zandkop" betekent, is ontleend aan het feit dat ze is gelegen op een zandrug te midden van een voormalig veengebied. De omgeving van Kleinegeest bestaat grotendeels uit weilanden. Direct ten zuiden ervan ligt het niet voor publiek toegankelijke natuurgebied De Ketelersmar, dat wordt beheerd door It Fryske Gea. Daar vlakbij ligt de Mulderskooi, een van de twee eendenkooien van de buurtschap - de andere, die de Casteleinskooi heet, ligt ten westen van Kleinegeest. De buurtschap is met Tietjerk verbonden door een weg die lokaal bekendstaat als de Geastmerdyk. Ten westen van Kleinegeest staat de voormalige poldermolen Swarte Prinsch.

## Geschiedenis
Onderzoek door de Friese amateurarcheoloog Ealse Wadman (1926-2008) heeft aangetoond, dat op de zandrug waarop Kleinegeest ligt 7000 tot 8000 jaar geleden al mensen verbleven. Die zandrug was overigens toen nog door water omgeven: het veen eromheen zou pas later ontstaan. Wadman trof er resten aan van een tijdelijk kamp van jager-verzamelaars, waaronder een groot aantal uit vuursteen vervaardigde werktuigen. Ook uit de tijd van de opkomst van de landbouw in dit gebied, ongeveer 3000 jaar geleden, werden bewoningssporen aangetroffen.
Veel van de huidige weilanden om Kleinegeest, dat zijn naam al in de middeleeuwen droeg, bestonden ooit uit moerassen. Tijdens de winter kwamen grote delen daarvan onder water te staan, hetgeen veel overlast veroorzaakte. In de jaren vijftig van de twintigste eeuw werd begonnen met het ontginnen van deze gebieden en met verbetering van de wegen. Ook kwam er een bestemmingsplan, dat voorzag in een uitbreiding van het aantal woningen in de buurtschap. Toen de gemeente Tietjerksteradeel zich echter had gerealiseerd dat vergroting van het inwonertal een aantal dure voorzieningen noodzakelijk zou maken, werd besloten de bouwplannen stop te zetten.
Tot de jaren zeventig van de twintigste eeuw was de bevolking van Kleinegeest grotendeels werkzaam in de agrarische sector en de bouw. In die tijd waren in de buurtschap ook nog een kruidenier en een bakker gevestigd. Inmiddels wonen er ook forenzen, al zijn de bewoners van Kleinegeest in veel opzichten nog altijd op Tietjerk gericht.
Sinds 1974 heeft De Lytse Geast een buurtvereniging, Wel en wee genaamd.